# آشر براون دوراند
آشر براون دوراند (زاده ۲۱ اوت ۱۷۹۶ – درگذشته ۱۷ سپتامبر ۱۸۸۶) نقاش آمریکایی مکتب هادسون ریور بود.

## اوایل زندگی
دوراند در میپل وود، نیوجرسی (در آن زمان دهکده جفرسون نامیده می‌شد) به دنیا آمد و سرانجام درگذشت. او هشتمین فرزند از یازده فرزند بود. پدر دیورند ساعت‌ساز و نقره ساز بود.
دوراند از سال ۱۸۱۲ تا ۱۸۱۷ نزد یک حکاکی شاگرد شد و بعداً با مالک شرکت، چارلز کوشینگ رایت (۱۷۹۶– ۱۸۵۴) که از او خواست دفتر شرکت در نیویورک را مدیریت کند. او در سال ۱۸۲۳ اعلامیه استقلال را برای جان ترامبول حکاکی کرد که شهرت دوراند را به عنوان یکی از بهترین حکاکی‌های کشور ایجاد کرد. دوراند در سال ۱۸۲۵ به سازماندهی انجمن طراحی نیویورک کمک کرد که به آکادمی ملی طراحی او از ۱۸۴۵ تا ۱۸۶۱ به عنوان رئیس سازمان خدمت کرد.
حکاکی‌های آشر روی اسکناس‌ها به عنوان پرتره برای نخستین تمبر پستی آمریکا، سری ۱۸۴۷ استفاده شد. او به همراه برادرش سیروس شماری از شماره‌های بعدی ۱۸۵۱ را نیز حکاکی کرد.

## حرفه نقاشی
علاقه اصلی او در حدود سال ۱۸۳۰ با تشویق حامی خود، لومان رید، از حکاکی به نقاشی رنگ روغن تغییر کرد. در سال ۱۸۳۷، او دوستش توماس کول را در یک سفر طراحی به دریاچه شرون در کوه‌های آدیرونداکس همراهی کرد و کمی بعد آغاز به تمرکز روی نقاشی منظره کرد. او تابستان‌ها را در کت‌اسکیلز، آدیرونداکس و کوه‌های سفید نیوهمپشایر سپری می‌کرد و صدها طرح و طرح رنگی می‌سازد که بعداً در قطعات آکادمی تکمیل‌شده گنجانده شد و به تعریف مدرسه رودخانه هادسون کمک کرد.

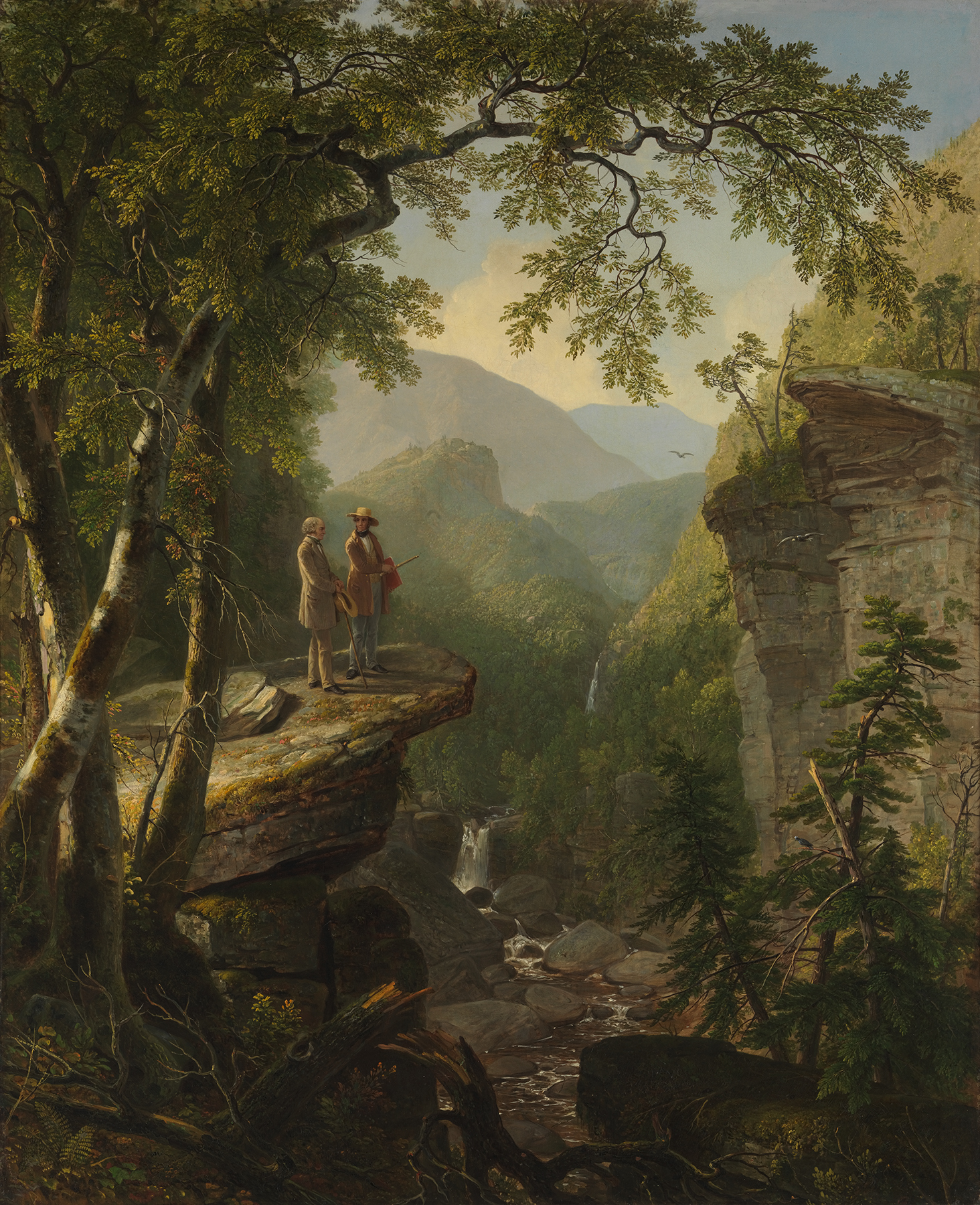
آشر دوراند، ارواح خویشاوند، ۱۸۴۹

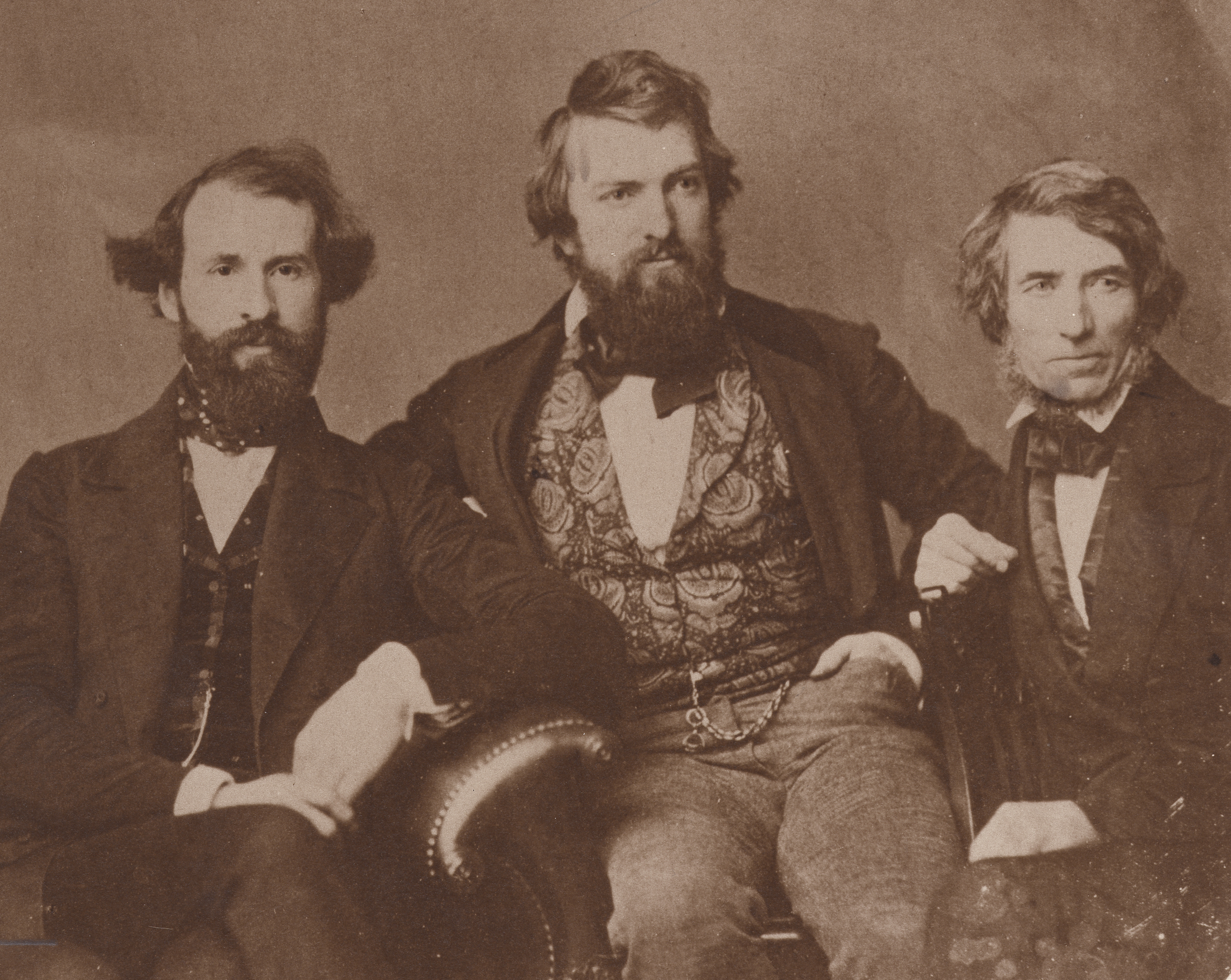
از چپ به راست: هنری کرک براون، هنری پیترز گری و دوراند، ۱۸۵۰

از دوراند به‌ویژه به‌خاطر تصویرهای دقیقش از درختان، صخره‌ها و شاخ و برگ‌ها به یاد می‌شود. او مدافع ترسیم مستقیم از طبیعت و تا حد امکان واقع گرایی بود. دیورند نوشته‌است: «بگذار [هنرمند] هر آنچه را که [طبیعت] به او عرضه می‌کند، با دقت بپذیرد تا زمانی که تا حدی با بی نهایت او صمیمی شود… هرگز اجازه نده با دوری عمدی از حقیقت، قداست او را بی اعتبار کند.»
مانند دیگر هنرمندان مدرسه رودخانه هادسون، دوراند نیز معتقد بود که طبیعت تجلی ناپذیر خداوند است. او این احساس و نظرات کلی خود را در مورد هنر در مقاله‌اش «نامه‌هایی در مورد نقاشی منظره» در The Crayon، یک نشریه هنری نیویورکی در میانه سده نوزدهم بیان کرد. دیورند می‌نویسد: «استان واقعی هنر منظر، بازنمایی کار خدا در خلقت مرئی است. . "
دوراند برای نقاشی خود در سال ۱۸۴۹ با نام " ارواح خویشاوند" که همکار هنرمند مدرسه رودخانه هادسون، توماس کول و شاعر ویلیام کالن برایانت را در منظره ای از کوه‌های Catskills نشان می‌دهد، مورد توجه قرار گرفته‌است. این به عنوان ادای احترام به کول پس از مرگ کول در سال ۱۸۴۸ و به عنوان هدیه ای به برایانت نقاشی شد. این نقاشی که توسط جولیا دختر برایانت در سال ۱۹۰۴ به کتابخانه عمومی نیویورک اهدا شد، توسط کتابخانه توسط ساتبیز در حراجی در ماه مه ۲۰۰۵ به آلیس والتون به قیمت ظاهراً ۳۵میلیون دلار فروخته شد (فروش ابتدا به صورت مهر و موم شده انجام شد. مزایده پیشنهاد، بنابراین قیمت واقعی فروش مشخص نیست). با این حال، با ۳۵ میلیون دلار، این یک رکورد قیمتی است که برای یک نقاشی آمریکایی در آن زمان پرداخت شده‌است.
یکی دیگر از نقاشی‌های دوراند، پیشرفت (۱۸۵۳) است که به سفارش یکی از مدیران راه‌آهن نگارش شده‌است. این چشم‌انداز پیشرفت آمریکا را از حالت طبیعی (در سمت چپ، جایی که بومیان آمریکایی نگاه می‌کنند)، به سمت راست، جایی که جاده‌ها، سیم‌های تلگراف، کانال، انبارها، راه‌آهن و قایق‌های بخار وجود دارد، به تصویر می‌کشد. در دسامبر ۲۰۱۸، به دست یک اهدا کننده ناشناس به مبلغ ۴میلیون دلار خریداری شد و به موزه هنرهای زیبای ویرجینیا داده شد.

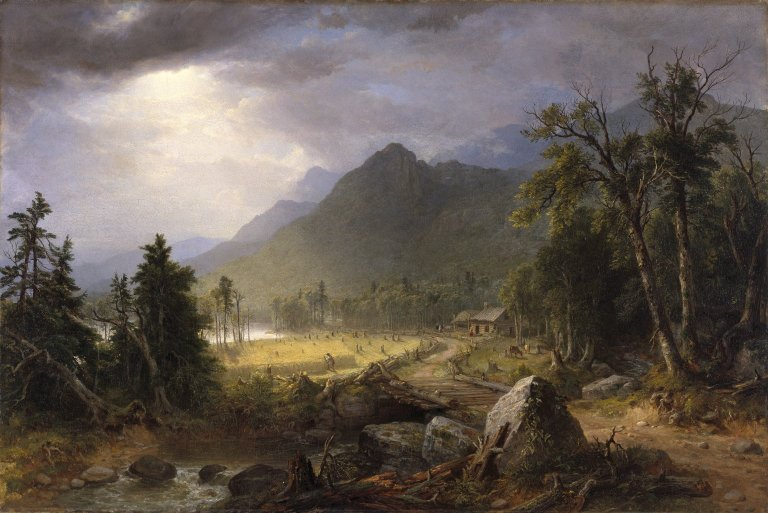
نخستین برداشت در بیابان، ج. ۱۸۵۵، آشر بی دوراند، موزه بروکلین

در طول سال ۲۰۰۷، موزه بروکلین نزدیک به شصت اثر دوراند را در نخستین نمایشگاه تک نگاری که به این نقاش در بیش از سی و پنج سال گذشته اختصاص داشت، به نمایش گذاشت. این نمایش با عنوان «ارواح خویشاوند: آشر بی دوران و منظره آمریکایی» از ۳۰ مارس تا ۲۹ ژوئیه ۲۰۰۷ به نمایش گذاشته شد. دوراند در بروکلین، نیویورک، در گورستان گرین وود دفن شده‌است.

## نگارخانه

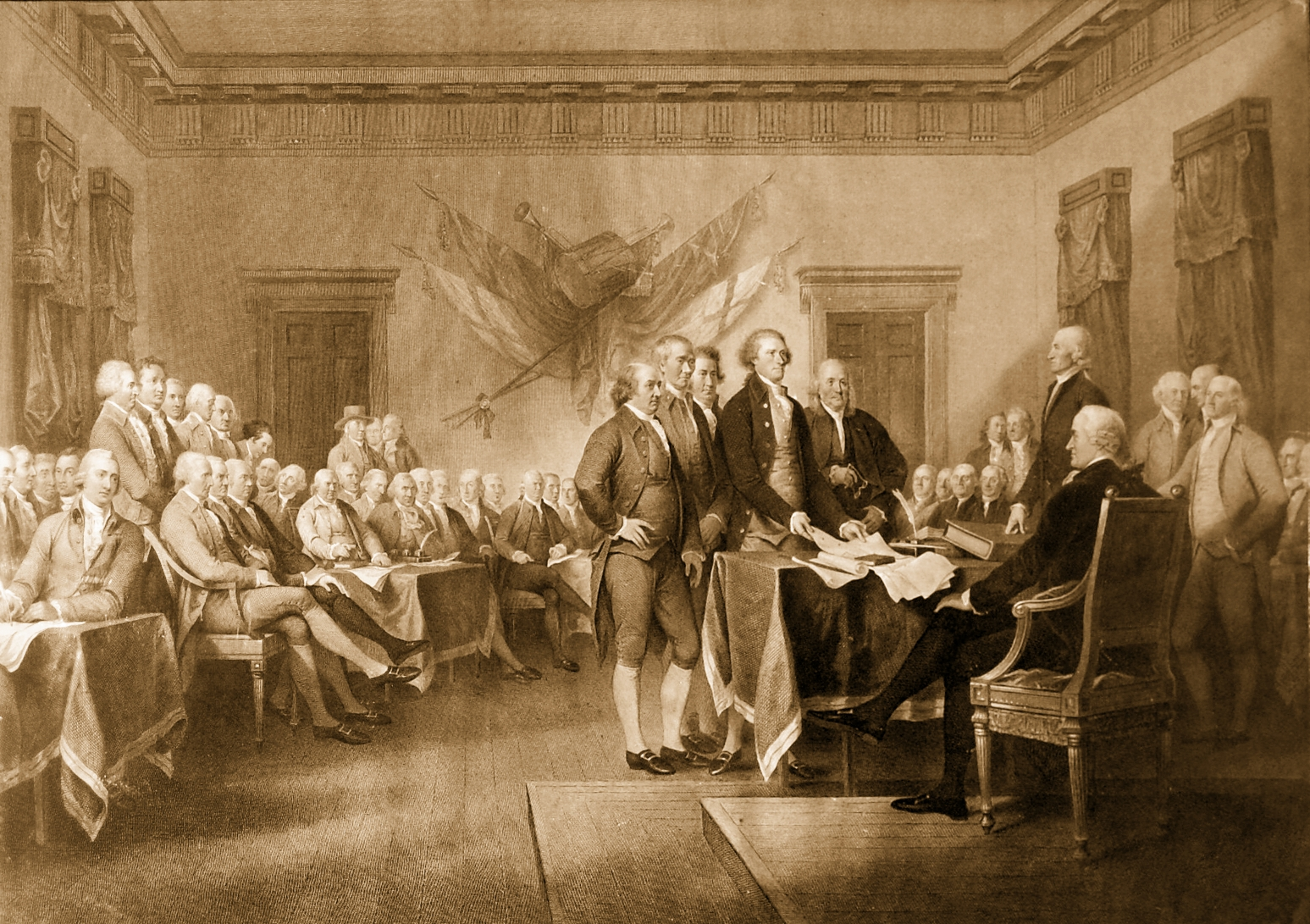
۱۸۲۳ اعلامیه استقلال (حکاکی)
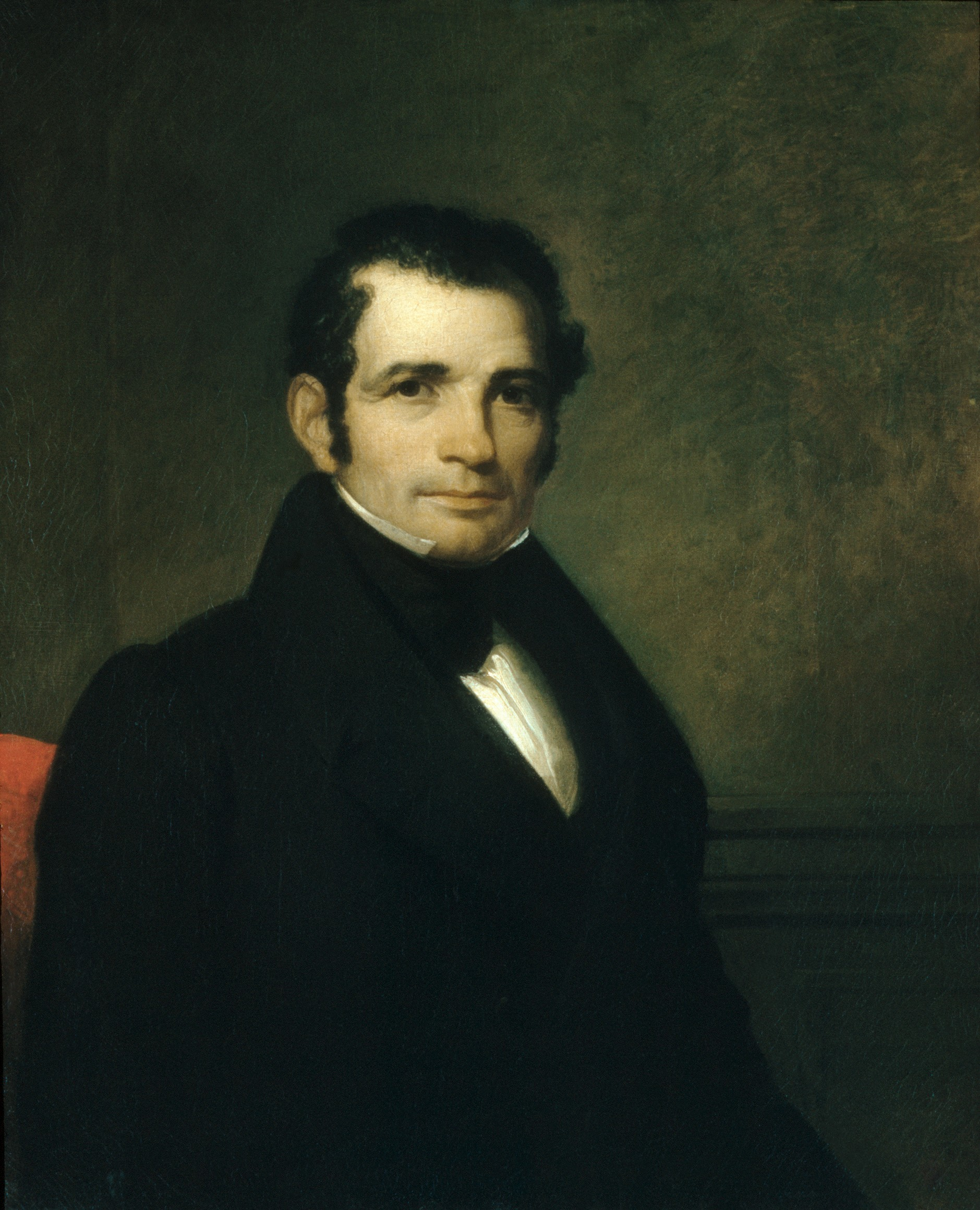
۱۸۳۵ پرتره لومان رید
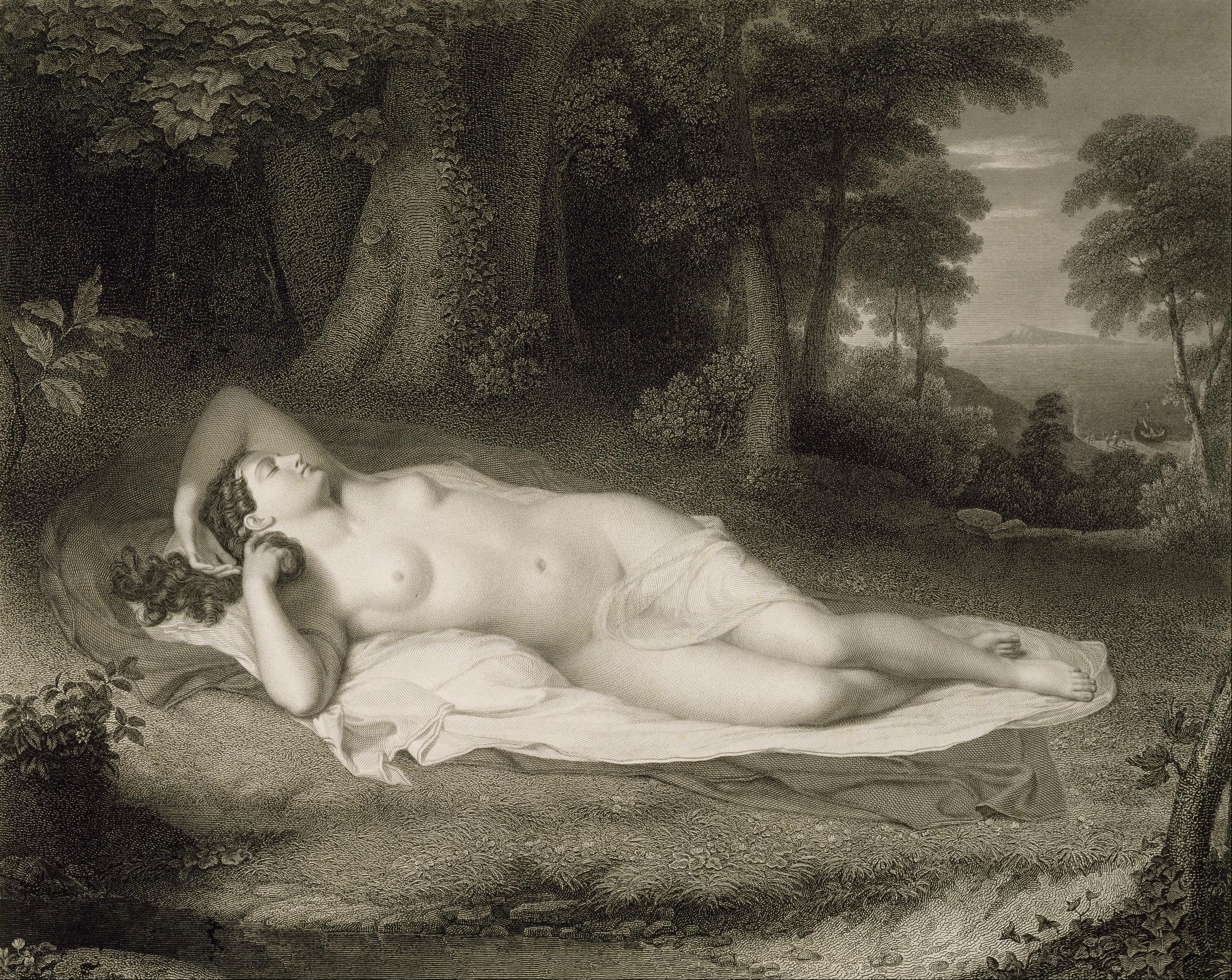
۱۸۳۵ آریادنه
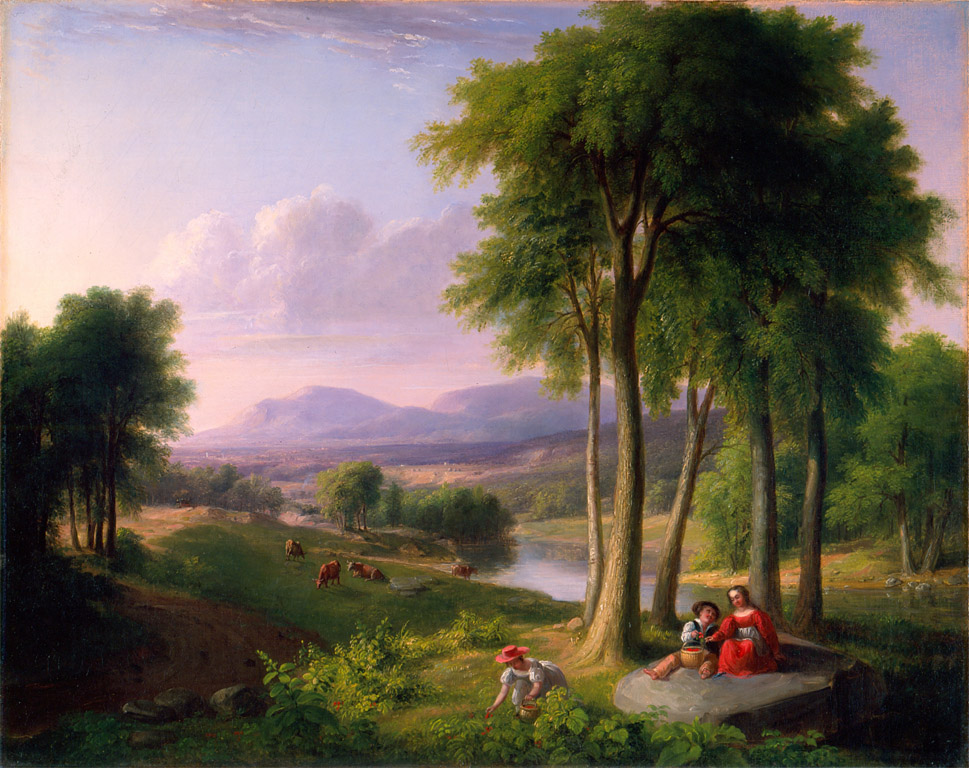
۱۸۳۷ نمای نزدیک راتلند، ورمونت
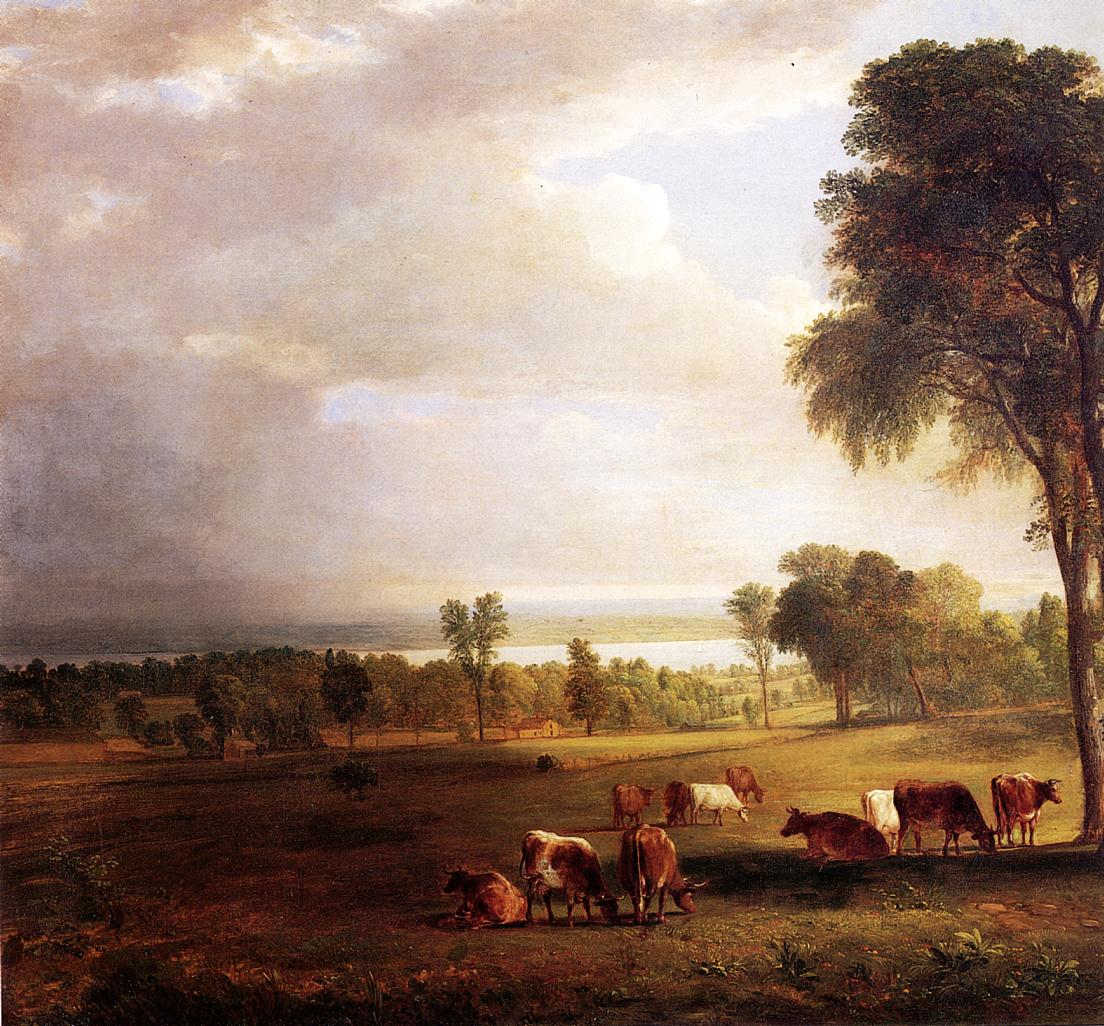
۱۸۳۷ توفانی
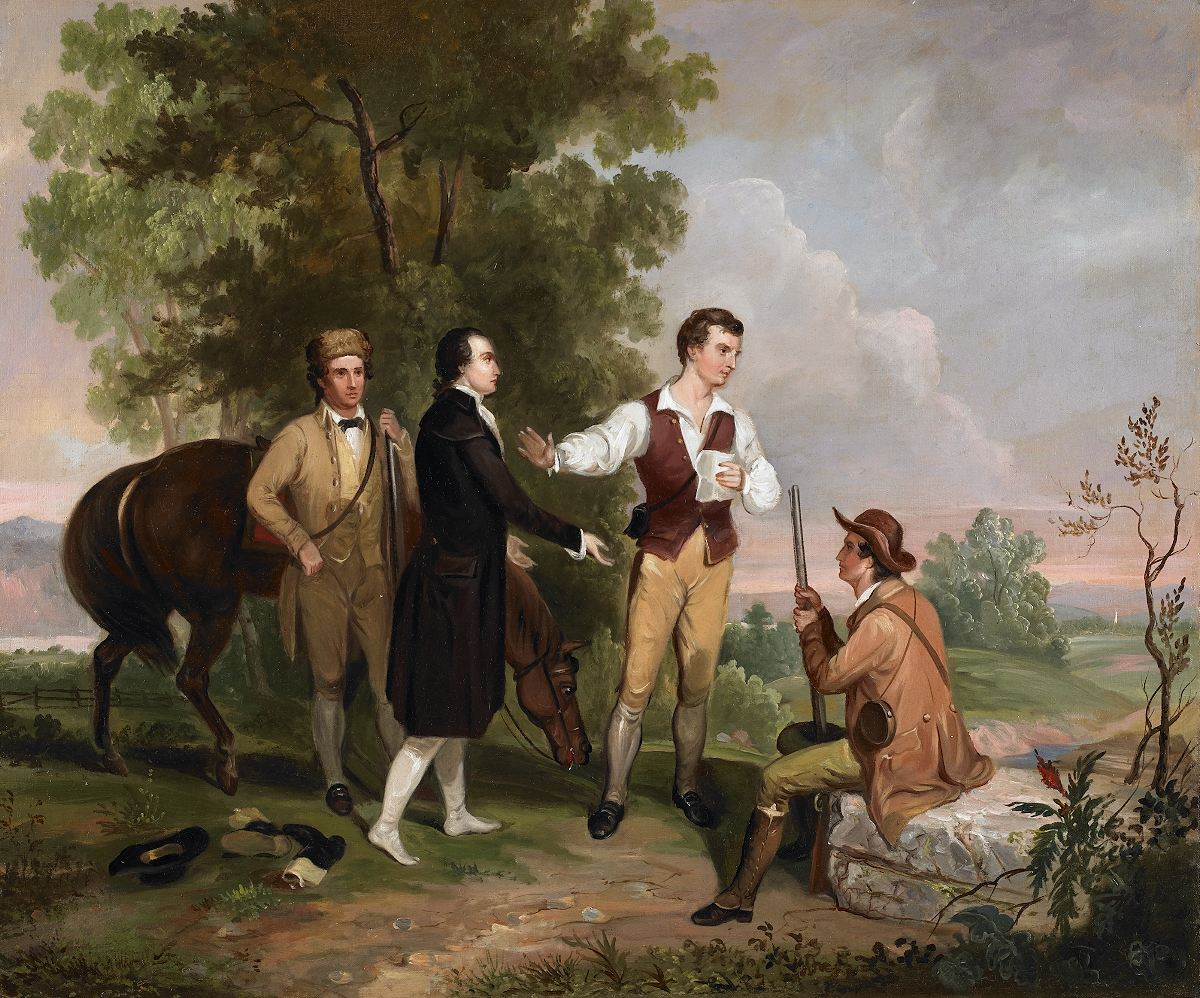
۱۸۴۵ دستگیری سرگرد آندره
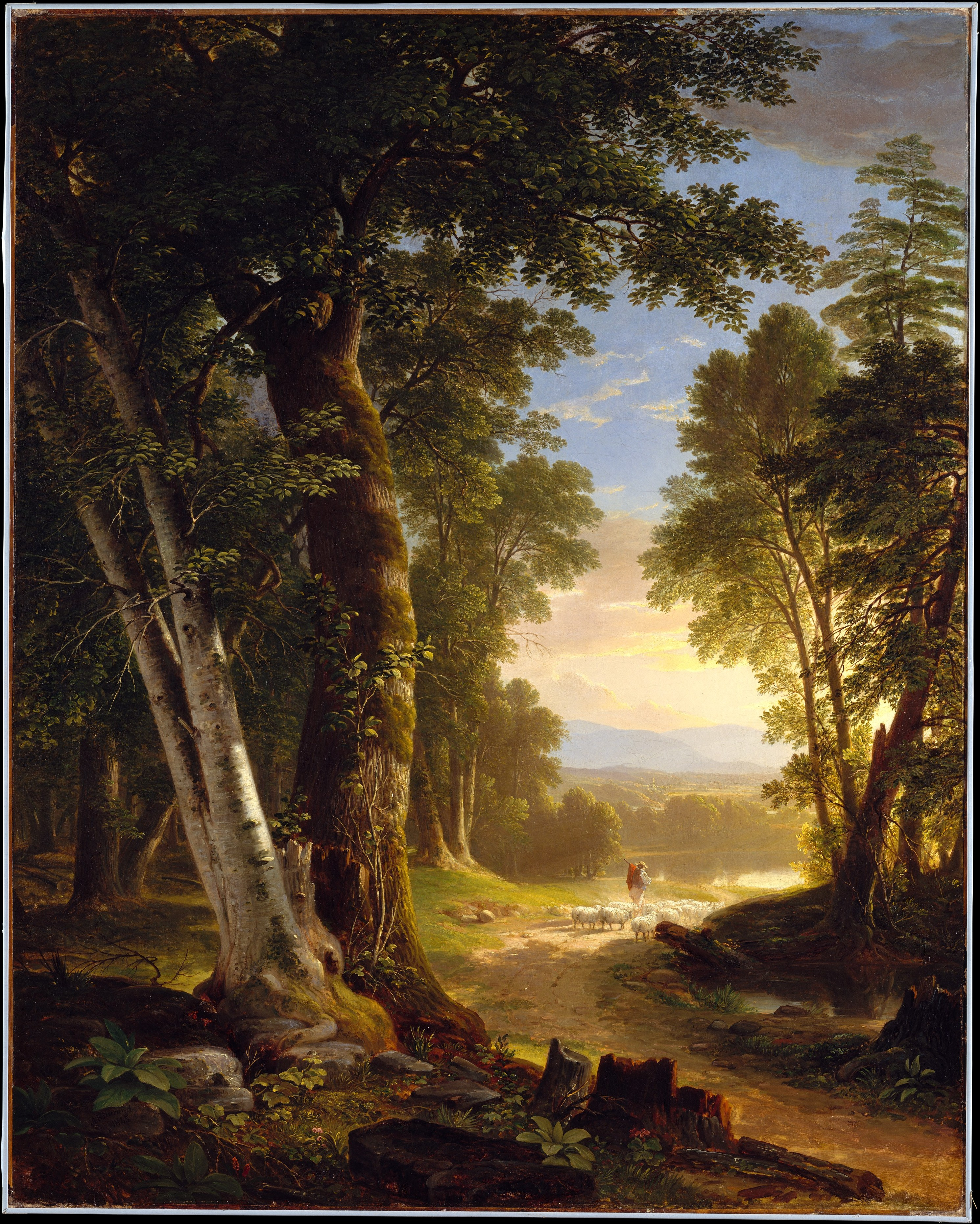
۱۸۴۵ راش‌ها
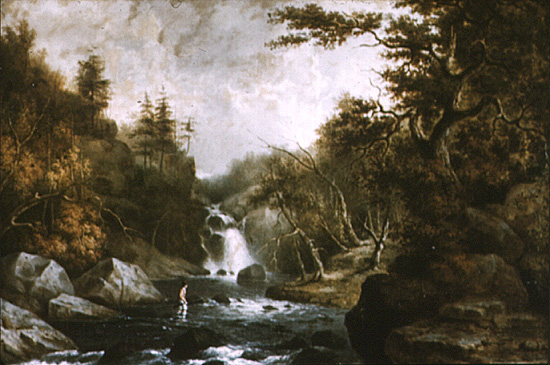
۱۸۴۶ شکارچی
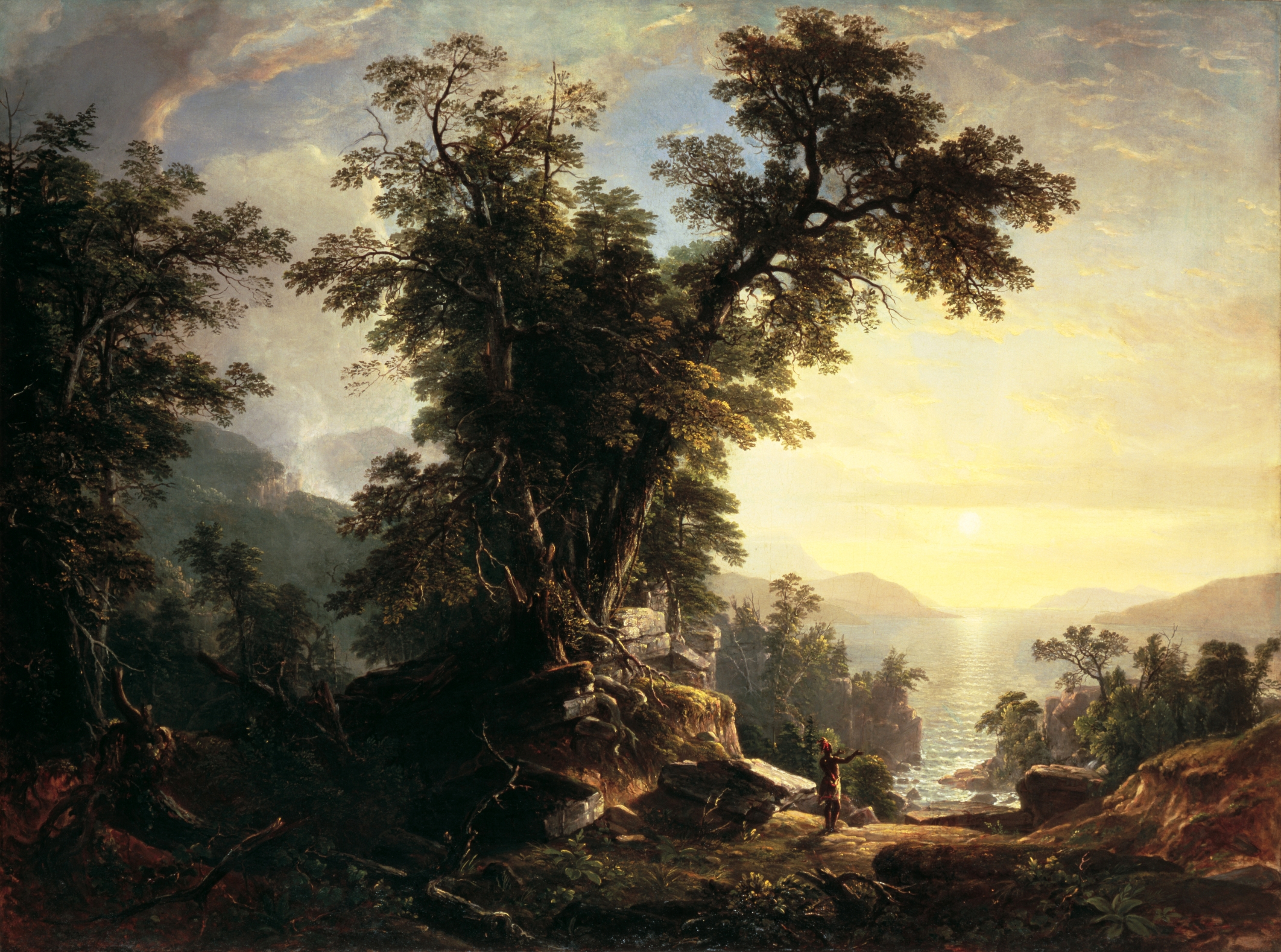
۱۸۴۷ شام هندی‌ها
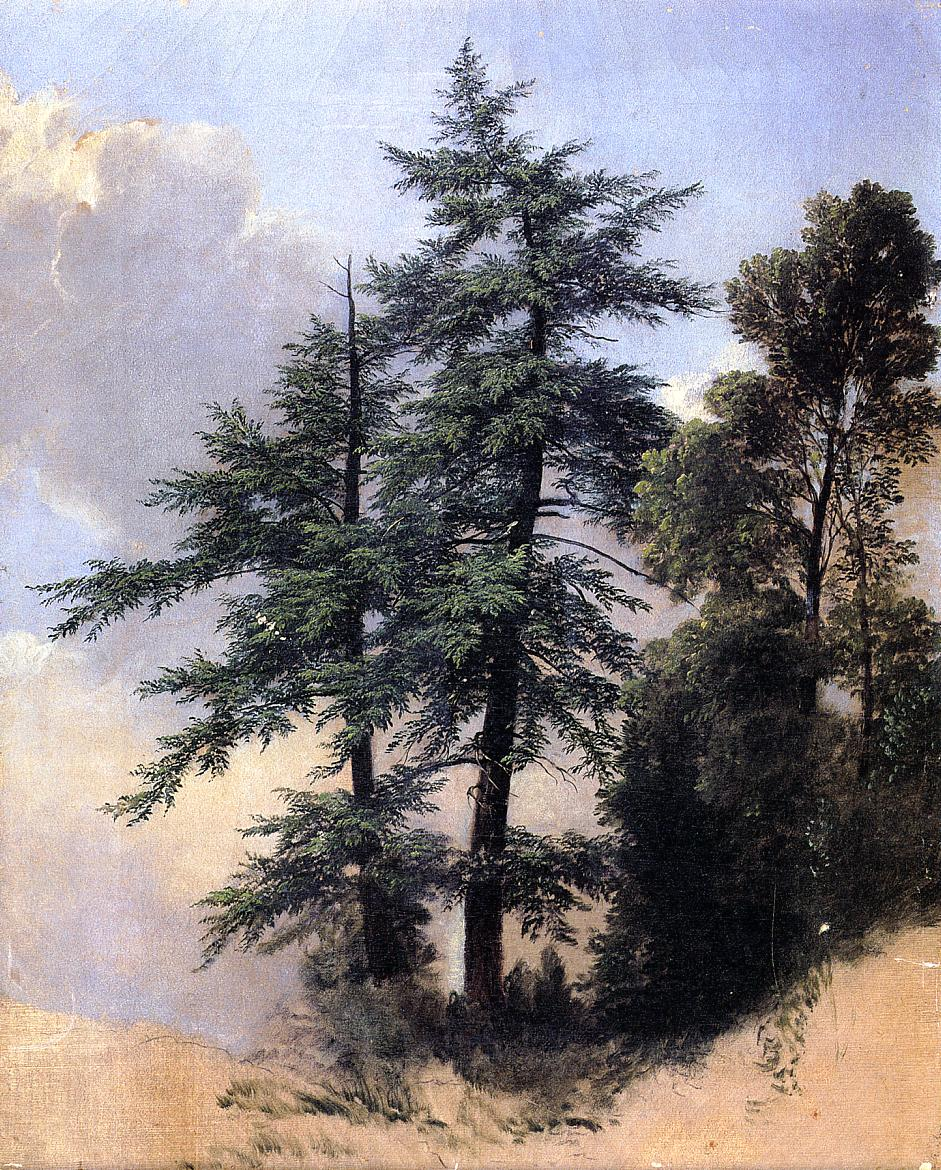
۱۸۴۹ مطالعه طبیعت، درختان، نیوبرگ، نیویورک
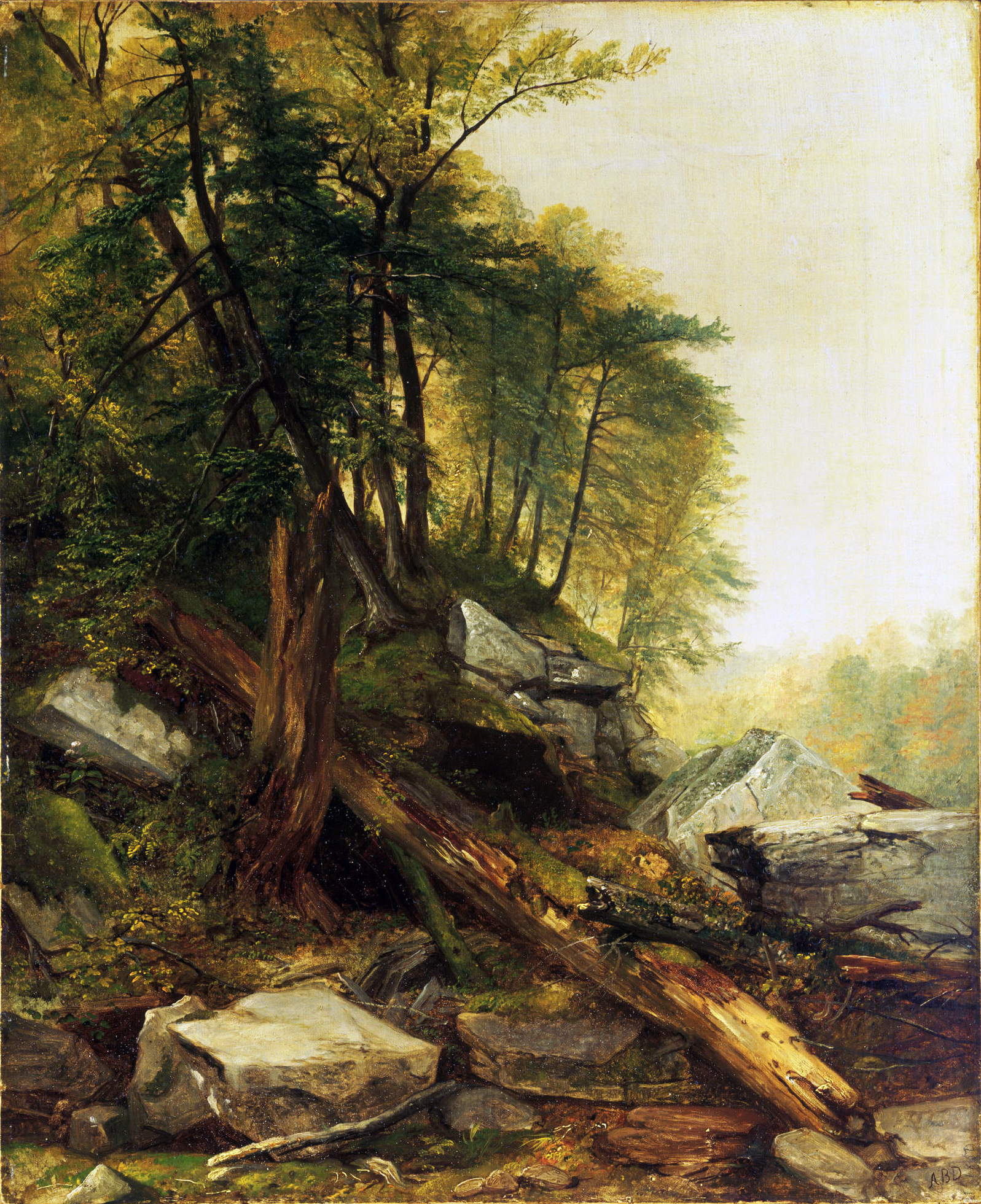
۱۸۵۰ منظره Kaaterskill , موزه هنر دانشگاه پرینستون
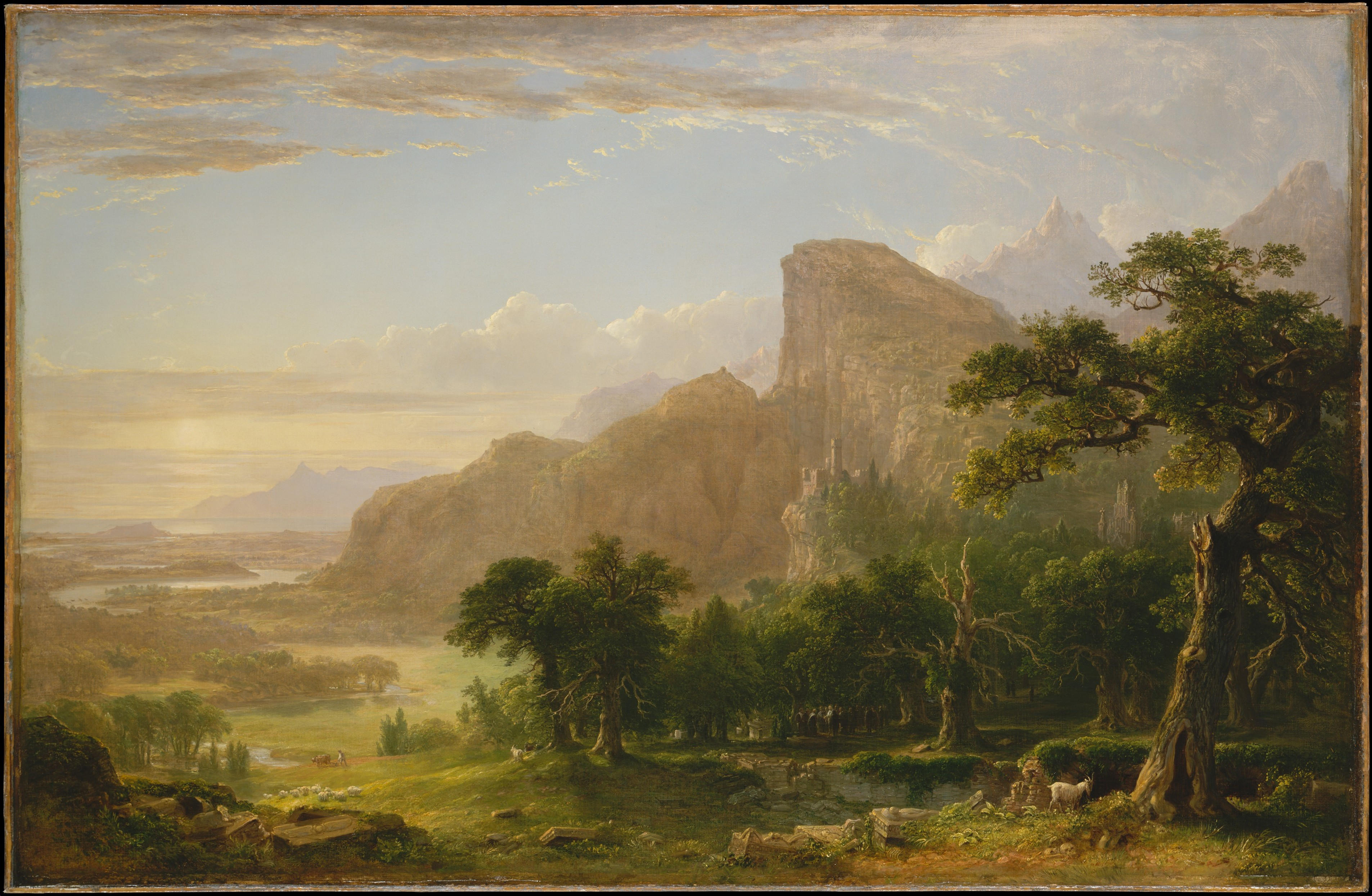
۱۸۵۰ منظره - صحنه ای از "Thanatopsis" , موزه متروپولیتن هنر
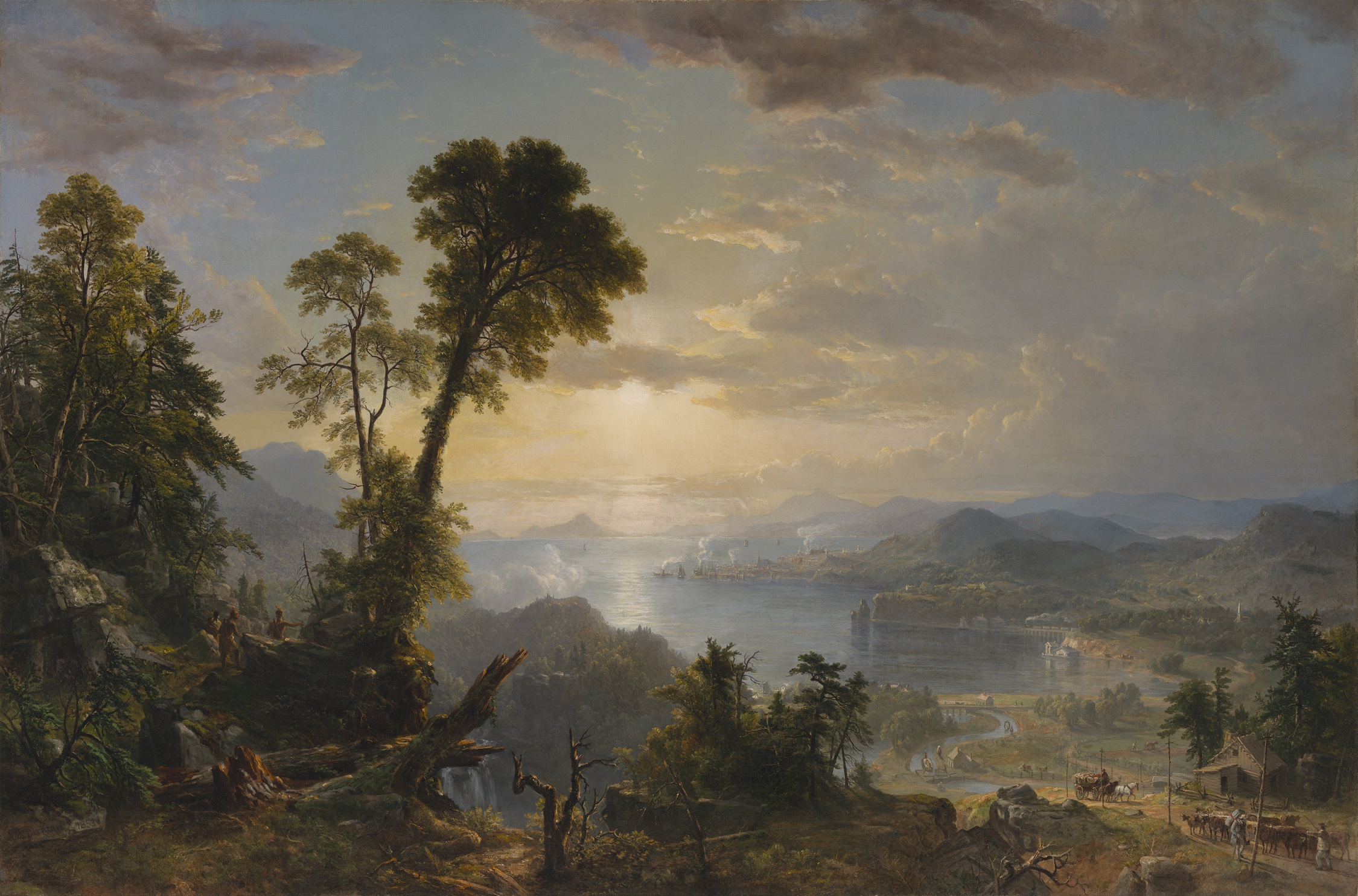
۱۸۵۳ پروگرس ، موزه هنرهای زیبای ویرجینیا
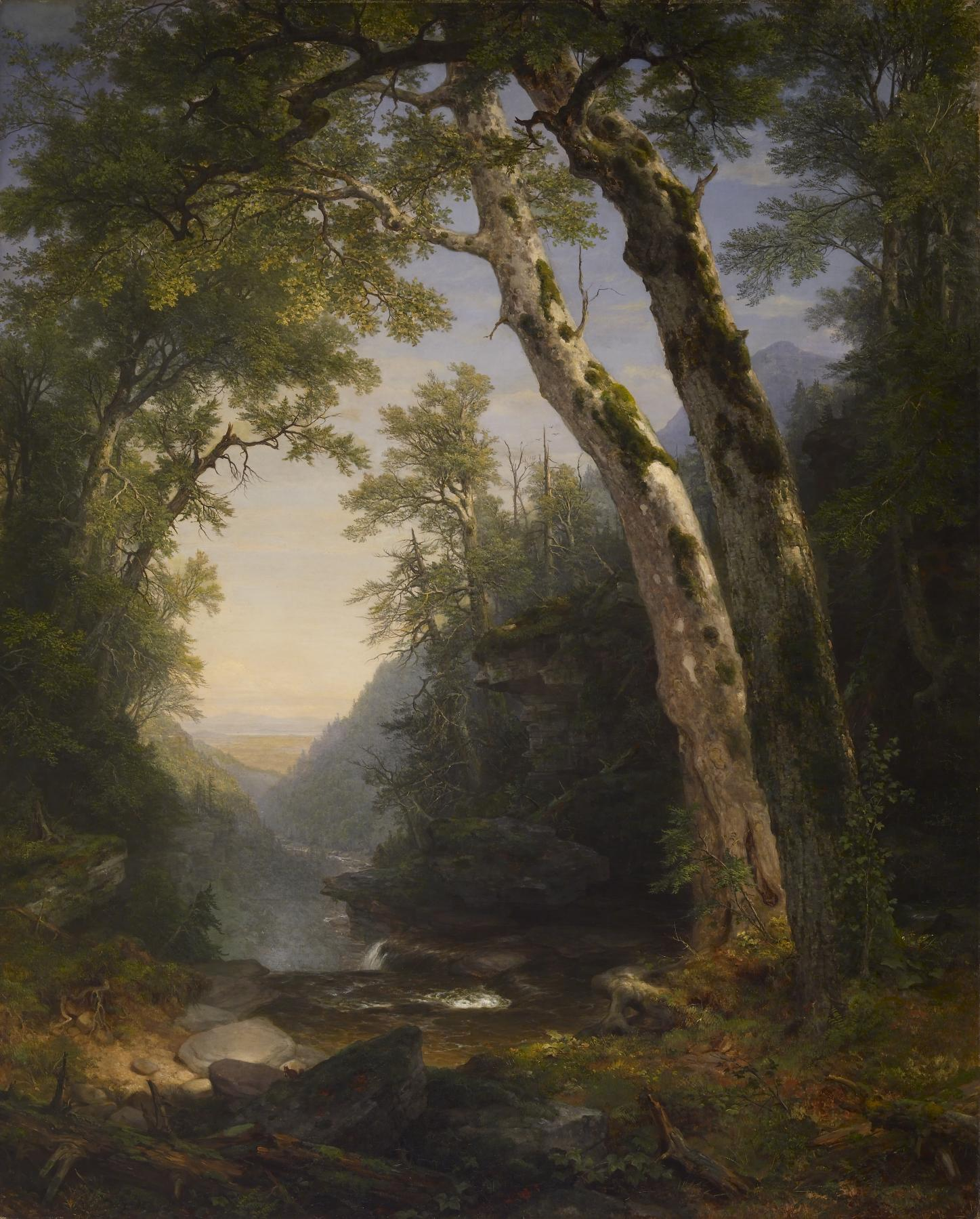
۱۸۵۹ Catskills , موزه هنر والترز
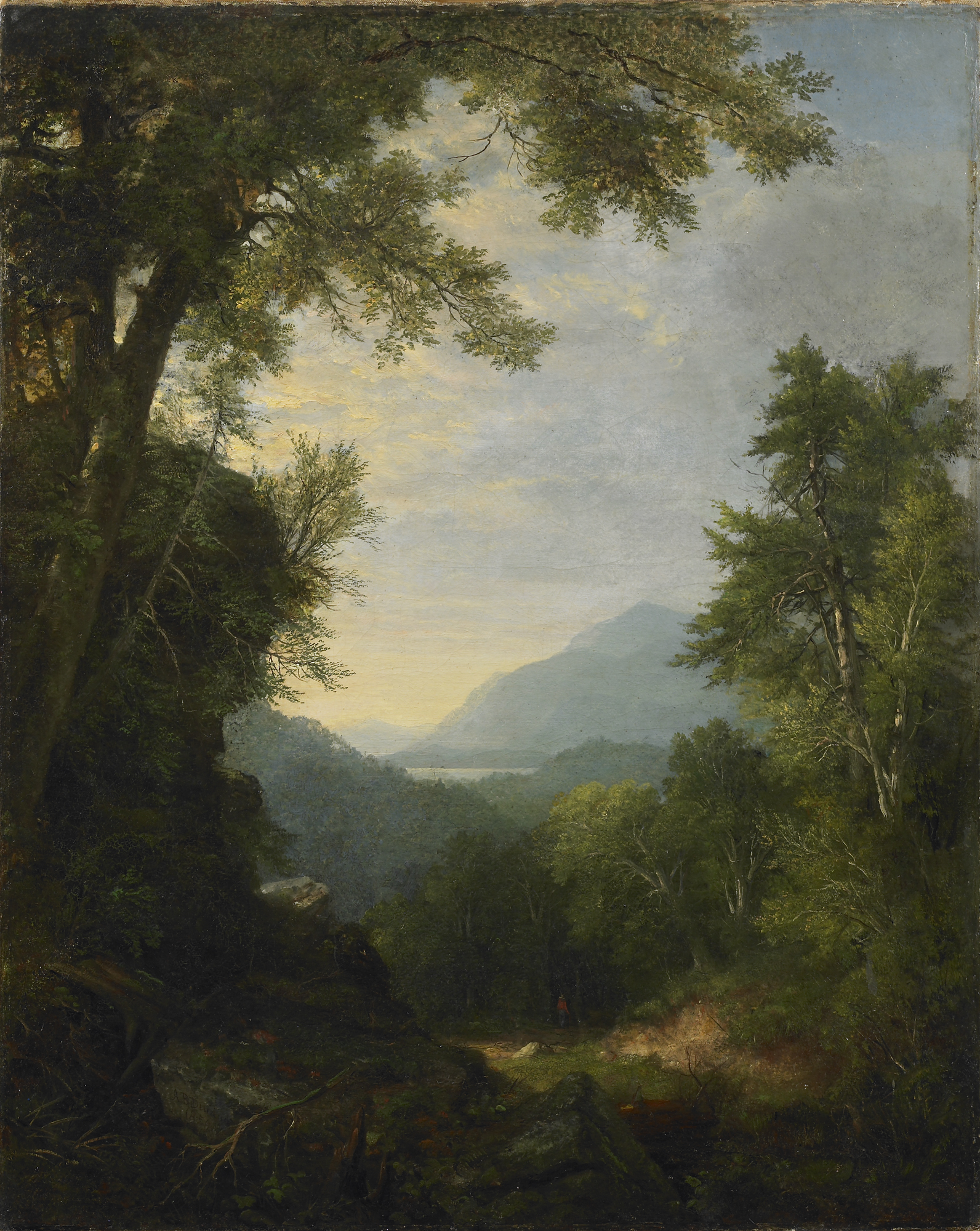
۱۸۵۹ منظره ، موزه هنر دانشگاه پرینستون
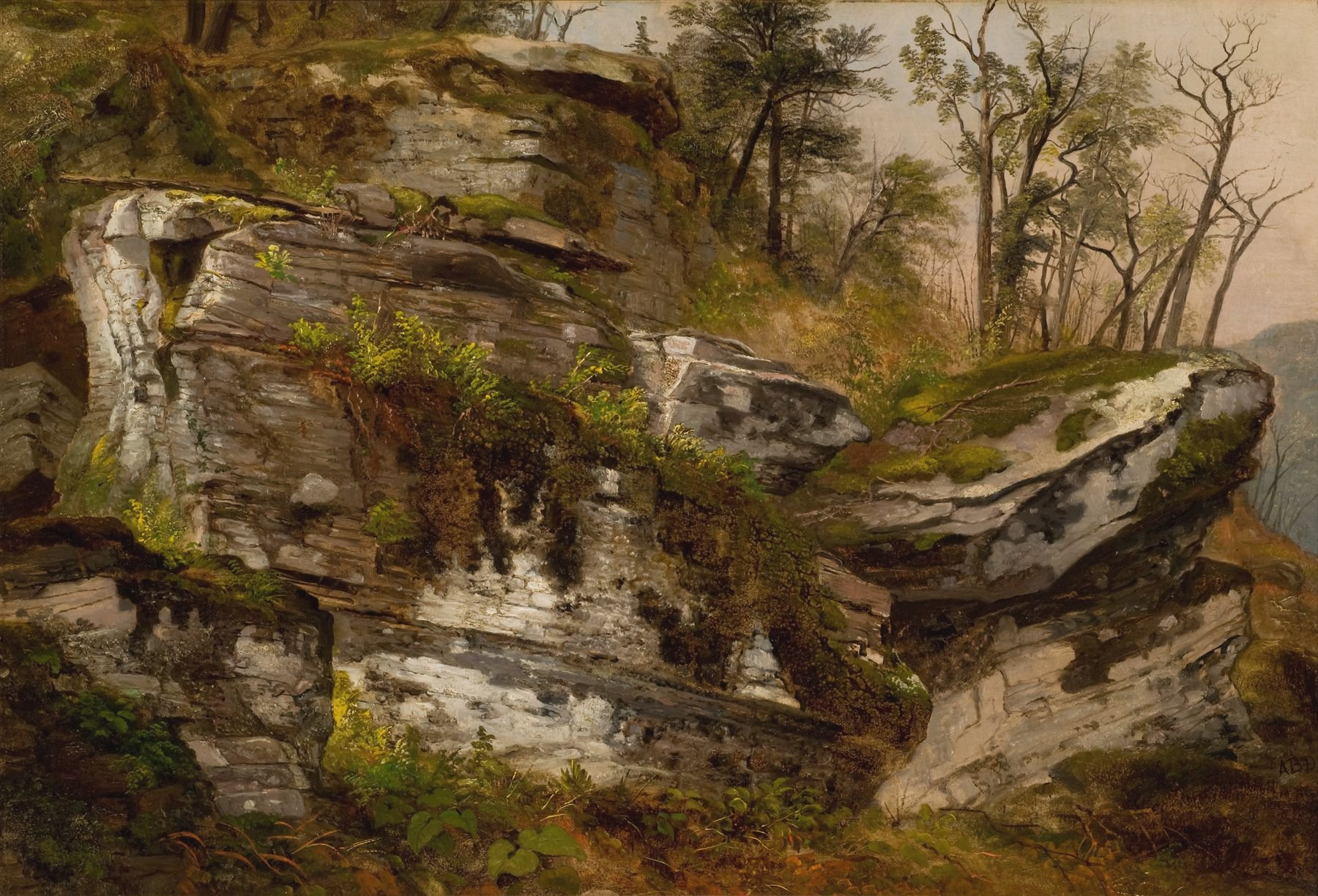
۱۸۶۰ راکی کلیف ، ج. ۱۸۶۰، موزه هنر آمریکایی خانه رینولدا